# Tony Mowbray
Tony Mowbray (ur. 22 listopada 1963 w Saltburn-by-the-Sea) – angielski trener piłkarski i piłkarz występujący na pozycji obrońcy, w latach 2009-10 trener Celticu Glasgow.